# Lockheed T-33 Shooting Star
Lockheed T-33 Shooting Star je američki zrakoplov trener kojeg je proizvodila tvrtka Lockheed. Prvi let trenera T-33 je izveo vojni pilot Tony LeVier 1948. godine. Avion je nastao na modelu Lockheed P-80/F-80 te je na početku razvoja nazvan TP-80C/TF-80C a nakon toga kao T-33A. Američka ratna mornarica je za trener najprije koristila oznake TO-2 i TV-2 a nakon 1962. godine i konačnu oznaku T-33B. Shooting Star je korišten u mnogim zemljama diljem svijeta ali je danas uglavnom povučen iz uporabe.

## Dizajn i razvoj
T-33 (poznat i kao T-Bird) je razvijen na temelju zrakoplova Lockheed P-80/F-80 te mu je trup produljen za više od tri stope te su dodani još jedno sjedalo, instrumenti i kontrole leta. Prvotno dizajnirani T-33 je ustvari bio inačica P-80/F-80 te je označen kao TP-80C/TF-80C.
Dizajnerski radovi na Lockheedu P-80 su započeli 1943. dok je probni let izvršen 8. siječnja 1944. Slijedivši Bell P-59, P-80 je postao prvi borbeni lovac koji je ušao u službu USAF-a te je dodijeljen američkim eskadronima. Kako je prije njega u službu već ušlo više naprednih lovaca, P-80 je dobio ulogu trenera za vojne pilote koji su već upravljali avionima s propelerima.
T-33 koji je izvorno označen kao TF-80C je prvi puta poletio 22. ožujka 1948. te se u SAD-u proizvodio sljedećih 11 godina. Američka ratna mornarica je T-33 počela koristiti kao kopneni trener od 1949. Ti avioni su nosili oznaku TV-2 ali im je oznaka 1962. godine promijenjena u T-33B. Također, mornarica je korisila i neke bivše USAF-ove P-80C kao TO-1 koji su nakon godinu dana preimenovani u TV-1. Kasnije je Lockheed razvio inačicu sposobnu za korištenje na nosaču aviona poznatu kao T2V-1/T-1A SeaStar. Ova verzija je bila u uporabi od kraja 1950-ih do 1970-ih.
Izviđačka verzija RT-33A se u prvom redu proizvodila za potrebe stranih zračnih snaga te je imala kameru postavljenu na nosu a ostalu opremu iza kokpita.
Od ukupno 6.557 proizvedenih Shooting Starova, Lockheed je proizveo njih 5.691.

## Povijest korištenja
T-33 se koristio kao napredni trener. USAF je početkom 1960-ih počeo povlačiti T-33 kao trenera iz Zračne komande, uvodeći novije T-37 Tweet i T-38 Talon. Isto se dogodilo i u američkoj mornarici koja je T-33 zamijenila s T-2 Buckeye. Treneri T-33 koje su USAF i ratna mornarica povukli iz uporabe su poslužili kao zračne mete na koje su lansirani zrak-zrak (USAF) i zemlja-zrak (mornarica) projektili. Kod USAF-a, T-33 je korišten kao zračna meta za lovce F-101 Voodoo, F-102 Delta Dagger, F-106 Delta Dart i F-4 Phantom II.
Kod nekih T-33 su montirane dvije strojnice dok je u nekim zemljama T-33 korišten kao borbeni zrakoplov. Tako su ga kubanske zračne snage koristile tijekom Invazije u Zaljevu svinja, postigavši nekoliko pobjeda.
T-33 Shooting Star se koristio u preko 40 zemalja kao trener te je uglavnom povučen iz uporabe. Canadair je za potrebe Kraljevskih kanadskih zračnih snaga proizveo 656 licencnih T-33 kao CT-133 Silver Star dok je Kawasaki za japanske potrebe proizveo njih 210.
1980-ih je tvrtka Boeing Skyfox ponudila modernizaciju T-33 ali je zbog nedostatka kupaca cijeli projekt otkazan. Modernizacija je uključivala uklanjanje postojećeg Allison J33-A-35 te ugradnju dva Garrett AiResearch TFE731-3A motora.
Krajem 1990-ih je 18 T-33 Mk-III i T-33 SF-SC bolivijskih zračnih snaga transferirano u Kanadu na modernizaciju kod tvrtke Kelowna Flightcraft. Instalirana je nova avionika te su izvedeni detaljni pregled i obnova trupa i krila. Većina zrakoplova je vraćena u Boliviju početkom 2001. te su i danas u operativnoj funkciji.
Ograničeni broj T-33 trenera je u rukama privatnih vlasnika i kolekcionara kao što su Michael Dorn i Greg Colyer.

## Inačice

### USAF
- T-33A: trener dvosjed.
- AT-33A: dvosjedna jurišna inačica T-33A.
- DT-33A: konvertirana inačica T-33A.
- NT-33A: konvertirana inačica T-33A namijenjena specijalnim testiranjima.
- QT-33A: inačica T-33A konvertirana u zračnu metu.
- RT-33A: dvosjedna izviđačka inačica T-33A.

### Američka ratna mornarica
- TO-1/TV-1: avioni P-80C koje je američka mornarica dobila od USAF-a te ih označila kao TO-1 a kasnije kao TV-1. Tehnički nije riječ o modelu T-33 Shooting Star
- TO-2: kopneni trener dvosjed američke ratne mornarice. Mornarička verzija T-33A je kasnije označena kao TV-2.
- TV-2KD
- T-33B: nova oznaka za mornarički TV-2 iz 1962.
- DT-33B: nova oznaka za mornarički TV-2KD.

### Kanadska inačica
- CT-133 Silver Star: dvosjed trener namijenjen kanadskoj vojsci i zračnim snagama. Osim za obuku pilota, izvršavao je i zadaće elektroničkog ratovanja i komunikacija.

## Korisnici
Lockheed T-33 Shooting Star su diljem svijeta koristile mnoge zemlje ali on je danas u gotovo svima povučen i zamijenjen drugim trenerima. Koristile su ga sljedeće zemlje:
- SAD: USAF i američka ratna mornarica bili su primarni korisnici T-33 ali je on danas povučen iz uporabe. U Americi ga koristi jedino komercijalna tvrtka Boeing Commercial Airplanes.[2]
- Belgija: belgijske zračne snage su od 1952. počele djelovati s 38 primjeraka T-33A te jednim modelom RT-33A.

- Bolivija: bolivijsko ratno zrakoplovstvo je koristilo 34 trenera T-33. Nakon remonta zrakoplova krajem 1990-ih u Kanadi, i danas su u uporabi.
- Brazil: brazilske zračne snage (svi treneri su povučeni).
- Burma: svi treneri su povučeni iz uporabe.
- Čile: svi treneri su povučeni iz uporabe.
- Danska: Kraljevske danske zračne snage (svi treneri su povučeni).
- Dominikanska Republika: dominikanske zračne snage su iz uporabe povukle sve zrakoplove (inačica AT-33A-LO).
- Ekvador: svi treneri su povučeni iz uporabe.
- Etiopija: etiopske zračne snage su prije isporuke F-5A/B trenera iz SAD-a 1966., već imale trening eskadron sastavljen od Lockheed T-33 trenera.[3]
- Filipini: filipinske zračne snage (svi treneri su povučeni).
- Francuska: svi treneri su povučeni iz uporabe.
- Grčka: grčke zračne snage (svi treneri su povučeni).
- Gvajana: svi treneri su povučeni iz uporabe dok se jedan restauriran T-33 nalazi pokraj međunarodne zračne luke Mundo Maya.
- Honduras: honduraške zračne snage (svi treneri su povučeni).
- Indonezija: indonežanske zračne snage (svi treneri su povučeni).
- Iran: iranske zračne snage (svi treneri su povučeni).
- Italija: talijanske zračne snage (svi treneri su povučeni).
- Japan: Kawasaki Heavy Industries Aerospace Company je od 1956. licencno proizvodio T-33 za potrebe japanskih samoobrambenih zračnih snaga. Zrakoplovi su kasnije povučeni iz uporabe.[4]
- SFRJ: zemlja je 1982. započela sa serijskom proizvodnjom školsko jurišnog zrakoplova Soko G-4 Super Galeba kojim su se u jugoslavenskom ratnom zrakoplovstvu zamijenili postojeći G-2 Galeb i Lockheed T-33.[5]
- Južna Koreja: južnokorejske zračne snage su koristile T-33A koji je prvi puta predstavljen u kolovozu 1955. Osim u ratnom zrakoplovstvu, T-33 je korišten i u akrobatskom timu Black Eagles (također unutar ratnog zrakoplovstva). Svi zrakoplovi su povučeni iz uporabe.
- Kanada: T-33 se u Kanadi licencno proizvodio kao Canadair T-33. Koristile su ga Kraljevske kanadske zračne snage, Kraljevska kanadska mornarica, kanadska kopnena vojska te Nacionalno istraživačko vijeće.
- Kolumbija: kolumbijske zračne snage (svi treneri su povučeni).
- Kuba: kubanske zračne snage (svi treneri su povučeni).
- Libija: svi treneri su povučeni iz uporabe.
- Meksiko: meksičke zračne snage (svi treneri su povučeni).
- Nikaragva: američka Vlada je zračnim snagama Nikaragve isporučila četiri AT- 33A nakon što tijekom Kubanske krize nije uspio pokušaj američke invazije u Zaljevu svinja tijekom 1961. Svi zrakoplovi su povučeni iz uporabe 1979. godine.
- Nizozemska: Kraljevske nizozemske zračne snage (svi treneri su povučeni).
- Norveška: Kraljevske norveške zračne snage (svi treneri su povučeni).
- Njemačka: Luftwaffe (svi treneri su povučeni).
- Pakistan: pakistanske zračne snage (svi treneri su povučeni).
- Paragvaj: paragvajske zračne snage su koristile šest AT-33A koje im je 1990. godine donirao Tajvan. Koristio ih je 2. borbeni eskadron Indios a zrakoplovi su u konačnici povučeni iz službe 1998. godine.
- Peru: svi treneri su povučeni iz uporabe.
- Portugal: portugalske zračne snage (svi treneri su povučeni).
- Salvador: svi treneri su povučeni iz uporabe.
- Saudijska Arabija: svi treneri su povučeni iz uporabe.
- Singapur: singapurske zračne snage su koristile T-33 koji su prije njih bili u službi francuskog ratnog zrakoplovstva.
- Španjolska: španjolske zračne snage (svi treneri su povučeni).
- Tajland: Kraljevske tajlandske zračne snage (svi treneri su povučeni).
- Republika Kina: tajvanske zračne snage (svi treneri su povučeni).
- Turska: svi treneri su povučeni iz uporabe.
- Urugvaj: svi treneri su povučeni iz uporabe.

## Tehničke karakteristike (T-33A)
Osnovne karakteristike
- posada: 2
- dužina: 11,49 m
- raspon krila: 11,86 m
- površina krila: 17,28 m²
- visina: 3,57 m

Letne karakteristike
- najveća brzina: 970 km/h (600 mph)
- dolet: 2.050 km
- najveća visina leta: 14.600 m
- motor: 1× Allison J33-A-35 motor

Naoružanje
- naoružanje:
- Top: 2× 12,7 mm Browning M2, 350 metaka po strojnici
- Nosač oružja: 
ukupno 2 nosača na koja se mogu montirati bombe ili rakete.
Maksimalna nosivost je 907 kg.